# Die Gitarre und das Meer

Die Gitarre und das Meer ist ein Schlager im Beguine-Rhythmus, mit dem Freddy Quinn 1959 einen Nummer-eins-Hit hatte. Die Melodie stammt von Lotar Olias, den Text schrieb Aldo von Pinelli.

## Geschichte
Nachdem Freddy bereits 1958 mit dem Seemannslied Ich bin bald wieder hier einen Nummer-eins-Titel erzielen konnte, hatte er mit Die Gitarre und das Meer im unmittelbaren Anschluss wieder einen ersten Platz in den Hitlisten und avancierte damit endgültig zum singenden Seemann. Hatten bei dem Song Ich bin bald wieder hier Lotar Olias und Peter Moesser das Autorenteam gebildet, waren bei dem Nachfolgetitel Lotar Olias und Aldo von Pinelli am Werk gewesen. In dem Text geht es um den Seemann Jimmy Brown, der sein Mädchen Juanita an einen Anderen verloren hat und nun nur noch seine Gitarre und das Meer zum Freund hat. Die Schallplatte mit den Titeln Ich bin bald wieder hier und Du brauchst doch immer wieder einen Freund wurde am 2. Dezember 1958 in der Friedrich-Ebert-Halle in Hamburg-Harburg produziert. Die Hintergrundmusik hatte Bert Kaempfert mit seinem Orchester übernommen. Während die Platte im Januar 1959 auf den Markt kam, begann Wolfgang Schleif den Kinofilm Freddy, die Gitarre und das Meer zu drehen, in dem Freddy die Hauptrolle spielte und das Lied Die Gitarre und das Meer sang. Der Film hatte am 28. April 1959 in Hamburg Premiere. Bereits am 28. März 1959 war Freddys Lied erstmals in den Top 30 der Musikzeitschrift Musikmarkt erschienen. Am 25. April hatte es Platz eins erreicht und verharrte dort 14 Wochen. In der von Günter Ehnert herausgegebenen Hitbilanz der deutschen Chartsingles (siehe Literatur) belegt Freddy Quinn mit Die Gitarre und das Meer bei den Hits des Jahres ebenfalls den ersten Platz. Auch in der 1959er Rangliste der Jugendzeitschrift Bravo landete das Lied auf dem Spitzenplatz. Radio Luxemburg zeichnete es am 17. November 1959 mit dem Goldenen Löwen aus, und die Schallplattenindustrie verlieh dem Titel wegen seines überragenden Verkaufserfolges die Platinschallplatte.

## Anderssprachige, Cover- und Instrumentalversionen
Freddy sang seinen Erfolgstitel auch auf Englisch: The Guitar and the Sea. Eine Coverversion nahm Roberto Blanco 1959 bei Philips auf. Ebenfalls auf Singles gibt es Instrumentalversionen der Orchester Erwin Lehn und Max Greger. Nach 2000 erschienen mehrere CDs mit einer Coverversion von Ulli Martin.

## Diskografie (Auswahl)
| Interpret              | Label            | Datum  | Bemerkungen                               |
| ---------------------- | ---------------- | ------ | ----------------------------------------- |
| Vinyl-Singles          |                  |        |                                           |
| Freddy                 | Polydor 23 881   | 1/1959 |                                           |
| Freddy                 | Decca 9-30931    | 1959   | engl.: The Guitar and the Sea             |
| Roberto Blanco         | Philips 345145   | 6/1959 |                                           |
| Erwin Lehn             | Electrola 21272  | 8/1959 | instrumental                              |
| Max Greger             | Polydor EP 21034 | 2/1960 | instrumental                              |
| Vinyl-Langspielplatten |                  |        |                                           |
| Freddy                 | Polydor 46750    | 1962   | Auf hoher See, Track B6                   |
| Freddy                 | Polydor 46762    | 1962   | Seine großen Erfolge, Track B1            |
| Freddy                 | Polydor 237450   | 1965   | Ein Abend mit Freddy, Track A3            |
| Compact Discs          |                  |        |                                           |
| Freddy                 | Polydor          | 1987   | Freddy, die Gitarre und das Meer, Track 9 |
| Freddy                 | Bear Family      | 1987   | Freddy Quinn 1956–1965, Track 14          |
| Freddy                 | GM&F             | 2010   | Hits der 50er Jahre, Track 24             |
| Freddy                 | LaserLight       | 2012   | Freddy Quinn Seemannslieder, Track 5      |
| Ulli Martin            | Wespo            | 2009   | Lieder von der Waterkant, Track 2         |